# Frauenbewegung in der Evangelischen Kirche in Hessen und Nassau
Im Zuge der 1968er-Jahre entstand in der evangelischen Kirche eine eigene Frauenbewegung, die ähnliche Inhalte vertrat wie die autonome Frauenbewegung, teilweise aber auch andere Schwerpunkte setzte. In der Evangelischen Kirche in Hessen und Nassau (EKHN) trug sie maßgeblich dazu bei, dass überkommene theologische Positionen zum Verhältnis der Geschlechter aufgegeben wurden und sich in Gremien und Ämtern eine gleichberechtigte Teilhabe von Männern und Frauen verbreitete. Die Evangelische Kirche in Hessen und Nassau war die erste Landeskirche, die Frauen und Männer im Pfarramt vollständig gleichgestellt hat, und auch die erste, die 2002 offiziell kirchliche Segnungen von homosexuellen Paaren in die Lebensordnung aufnahm. Viele Impulse aus Hessen und Nassau strahlten dabei in andere Landeskirchen aus und sorgten für öffentliche Diskussionen, wie zum Beispiel das Projekt Bibel in gerechter Sprache.

## Zentrale Anliegen und Auswirkungen
Die evangelische Frauenbewegung hat von 1968 bis in die 1990er in vielfältiger Weise die Kirche verändert. Das Verhältnis der autonomen Frauenbewegung zur kirchlichen Frauenbewegung war eine konstruktive einander ergänzende Aktion der Beteiligten. Die Forderungen nach geschlechtergerechter Teilhabe gab es in Gesellschaft und Kirche.
Die Frauenbewegung in der Evangelischen Kirche in Hessen und Nassau verfolgte sowohl theologische als auch kirchenpolitische Anliegen. In theologischer Hinsicht ging es vor allem darum, androzentrische Gottesbilder aufzulösen und die Lebenswelt von Frauen in der Theologie explizit zu berücksichtigen. Ein Schwerpunkt lag dabei auf den politischen Konsequenzen christlicher Überzeugungen, was sich im Engagement für Frieden und Gerechtigkeit in der Welt ausdrückte. Kirchenpolitisch forderte die evangelische Frauenbewegung den gleichberechtigten Zugang von Frauen zu allen Ämtern und Gremien, die Einführung neuer, inklusiver Liturgien sowie die Einführung geschlechtergerechter Sprache in kirchlichen Veröffentlichungen.
Die Resultate sind auch im Rahmen der Evangelischen Kirche in Deutschland (EKD) besonders hervorzuheben. 1997 hat die Evangelische Kirche in Hessen und Nassau als eine der ersten Gliedkirchen der EKD ein Gleichstellungsgesetz verabschiedet. Eine neue Kirchenordnung in geschlechtergerechter Sprache wurde im Jahr 2002 verfasst und etabliert. Herausragend auf EKD-Ebene ist das bundesweite Projekt zur Bibel in gerechter Sprache, geleitet von 2001 bis 2006 von Hanne Köhler.
Initiiert durch die autonome Frauenbewegung in Deutschland, Friedensinitiativen, Befreiungstheologie und die internationale Bewegung Frauenkirche/Womenchurch und feministische Theologie haben die Frauen eine Zusammenarbeit von hauptamtlich und ehrenamtlich Engagierten bewirkt. Sie haben durch Netzwerke, Initiativen und Aktionen die Strukturen der verfassten Kirche verändert und neue Stellen gefordert. Dazu gehören die Durchführung einer Frauenanhörung mit 500 Personen im Jahr 1986, die Einrichtung einer Friedenpfarrstelle 1987, die Einrichtung des EVAngelischen Frauenbegegnungszentrums in Frankfurt am Main und die Einrichtung einer Arbeitsstelle Frauen in der Kirche von 1990 bis 2004 sowie anschließend  die Einrichtung eines Stabsbereichs Chancengleichheit in der EKHN. Zu den Veränderungen gehören zudem die Geschichte der Theologinnen und Pfarrerinnen und die Entwicklung der Frauenordination in der EKHN.

## Weltanschauliche Grundlagen
Aus selbstorganisierten Netzwerken und Frauengruppen der 1968er-Jahre, den Frauenforen auf den Evangelischen Kirchentagen sowie Frauenwerkstätten auf den Kirchentagen in Frankfurt am Main 1987 und 2001 und der Forschung im universitären Bereich entstand in den 1970er-Jahren die christliche Feministische Theologie, verbunden mit der Wissenschaftstheorie und kontextuellen Theologie. Erste internationale Publikationen und Bewegungen religiös engagierter Frauen gab es in den USA und in Europa. Ausgehend von der Initiative von Elisabeth Moltmann-Wendel war die erste deutsche Publikation Freiheit, Gleichheit, Schwesterlichkeit ein wichtiger Impuls für Feministische Theologie.
Weitere wichtige Publikationen mit Kriterien für eine feministische Bibelauslegung sind die beiden Bände Feministisch gelesen aus den Jahren 1988 und 1989, herausgegeben von Eva Renate Schmidt u. a.
Unter den kirchlichen Frauen entwickelte sich eine starke Aufbruchstimmung. Eine besondere Rolle spielte dabei die Evangelische Frauenarbeit in Hessen und Nassau. Die hier organisierten 16 Frauengruppierungen strebten eine grundsätzliche Neuordnung der gesamten Frauenlandschaft in der EKHN an. Auch die neu entstandenen Netzwerke sahen sich nicht unterstützt in den alten Strukturen. Daraus resultierte eine Bewegung der bisherigen Frauenorganisationen.
1988 bis 1998 wurde die Ökumenische Dekade Solidarität der Kirchen mit den Frauen vom Ökumenischen Rat der Kirchen in Genf ausgerufen. Die EKHN schloss sich der Dekade an. In der 8. Kirchensynode wurde die Verankerung der Feministischen Theologie an einer Universität im Bereich der EKHN befürwortet. Das führte 1996 zur Gründung des Vereins zur Förderung Feministischer Theologie in Forschung und Lehre e. V. Eine wichtige Initiatorin war die damalige Synodale Heidi Rosenstock.
Der Verein verleiht seit 2001 alle zwei Jahre den Leonore-Siegele-Wenschkewitz-Preis für wissenschaftliche Projekte, die in besonderer Weise die theologische Frauenforschung und die Gender Studies vorantreiben. Der Verein setzt sich auch dafür ein, dass 2002 eine Pfarrstelle für Theologische Frauenforschung an der Evangelisch-Theologischen Fakultät der Universität Mainz bzw. Frankfurt errichtet wurde. Inhaberinnen der Stelle waren Kerstin Söderblom und Simone Mantei.
Seit Beginn der Frauenbewegung war es eine unverzichtbare Forderung, den Anteil der Frauen in kirchlichen Leitungsämtern zu erhöhen. Dafür setzten sich haupt- und ehrenamtliche Frauen ein. So wurde 1980 Waltraud Frodien in Frankfurt am Main die erste Dekanin der EKHN und damit erste Dekanin in Deutschland und Europa.

## Frauenkirchenbewegung, Werkstätten Feministische Theologie und Feministische Liturgie

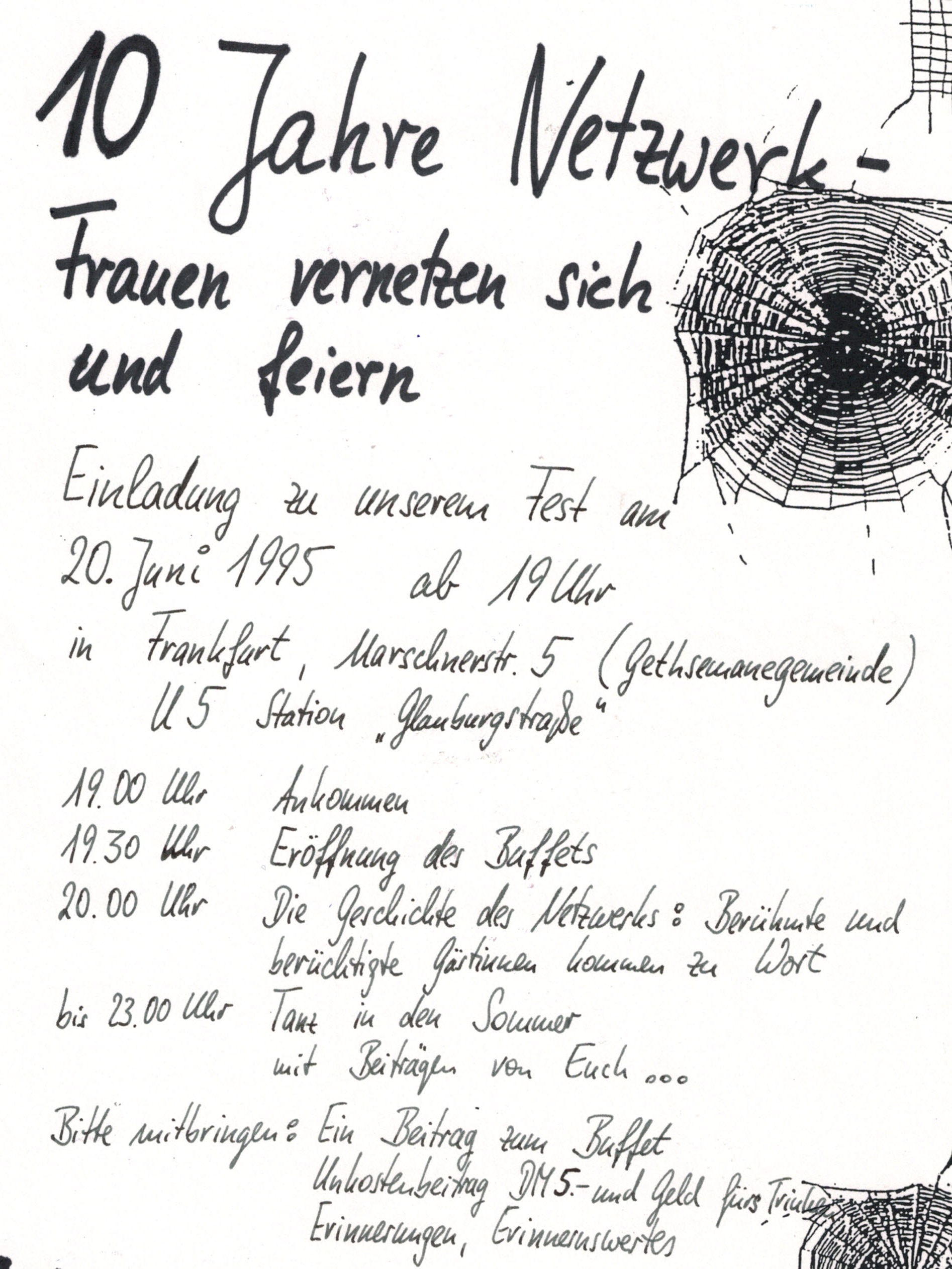
Handgefertigter Flyer zum Jubiläum 10 Jahre Frankfurter Frauennetzwerk 1995. Quelle: Privatsammlung/-archiv

Ausgehend von der internationalen Womenchurch-Bewegung in den USA, der Schweiz und in Lateinamerika begann sich die feministisch-theologische Bewegung in der evangelischen Kirche mit den feministisch-theologischen Werkstätten seit 1979 zu etablieren. Der Frauenkirchenbewegung ging es darum, ein Leitbild für eine feministisch-theologisch begründete Reform der Kirche zu entwickeln. Frauenfeindliche theologische Traditionen sollten reflektiert und Lebensformen von Frauen nicht länger theologisch abgewertet werden. Die Frauen forderten Gleichstellung und Mitbestimmung in der Kirche. Erfahrbar wurde die Frauenkirche vor allem im liturgischen Bereich, in von Frauen verantworteten Gottesdiensten in den Gemeinden, in Gottesdiensten zum Weltgebetstag der Frauen, auf Frauentagungen und in feministischen Liturgiegruppen. Neue Texte und Liederbücher wurden publiziert.
Innerhalb der EKHN gab es seit 1983 die Werkstatt Feministische Theologie. Deren Gründerinnen sind Eva Renate Schmidt, Hella Spitta, Ute Knie, Renate Jost, Helga Engler-Heidle u. a. Die Werkstatt Feministische Theologie wurde von 1985 bis 2001 jährlich in Trägerschaft des Frankfurter Frauenpfarramts, später EVAngelisches Frauenbegegnungszentrum Frankfurt, angeboten. Sie wurde vorbereitet und durchgeführt von einer ehrenamtlichen Vorbereitungsgruppe unter Leitung der Frankfurter Frauenpfarrerin Engler-Heidle. Die 80 bis 120 Teilnehmerinnen kamen aus den verschiedensten Berufsgruppen und Lebensphasen im Alter von 18 bis 80 Jahren. Aus der Frauenwerkstatt heraus entstand ein starkes Potential an Veränderung, politisch wie theologisch.
Einige Werkstatt-Themen in Auswahl:
- 1984 Frauen bewegen und sind bewegt
- 1986 Steh mit mir auf, geh mit mir los
- 1987 Mit Zorn und Liebe
- 1988 Rivalität und Solidarität unter Frauen
- 1989 Frau Macht Kirche – macht Frau Kirche?

Eine halbe Projektstelle Frauenspezifische Seelsorge und Liturgie wurde von der EKHN 1996 in Wiesbaden eingerichtet. Nachdem Pfarrerin Annette Majewski seit 1988 den Feministisch Theologischen Samstag mit Heide Hintze von der Evangelischen Erwachsenenbildung zusammen initiiert und durchgeführt hatte, wurde sie Inhaberin der Projektstelle bis 2003. Auftrag war die Entwicklung neuer Modelle kirchlicher Arbeit mit Frauen in der Stadt. Dazu gehörten Meditationsangebote, die Gestaltung des Internationalen Frauentages und Ausstellungen und Projekte auch mit Frauen verschiedener Nationalitäten und Kulturen.
Im Jahr 2000 wurde in der Evangelischen Frauenhilfe in Hessen und Nassau e. V. eine hauptamtliche Stelle beauftragt mit der Aufgabe, Feministische Theologie und gelebte Spiritualität von Frauen als wichtiges Anliegen im Verband zu verfolgen. Das Fernstudium Feministische Theologie wurde 2008 bis 2009 in Zusammenarbeit mit dem EVAngelischen Frauenbegegnungszentrum Frankfurt durchgeführt.

## Meilensteine
- 1972 wurde Ursula Merck, Vorsitzende der Evangelischen Frauenhilfe in Hessen und Nassau e. V., als erste ehrenamtliche Frau in die Kirchenleitung berufen.[39]
- Im Jahr 1977 wurde das seit 1950 bestehende Frauenpfarramt in Frankfurt am Main neu konzeptioniert. Jutta Jürges-Helm und die folgenden Pfarrerinnen unterstützten die zahlreichen Netzwerke und insbesondere auch die politischen Initiativen der Frauen in der EKHN. Wichtiger Schwerpunkt wurde die Auseinandersetzung mit der patriarchalen Theologie und die Suche nach neuen Zugängen zur Bibel und zum Glauben.[40]
- 1982 fand der erste Pfarrerinnentag der EKHN statt. Seitdem folgen jährliche Pfarrerinnentage.[41] Ebenso erfolgten Diskurse zu Frauen im Pfarramt und ihrem Einfluss in der Kirche.[42]
- 1986 kandidierte Eva Renate Schmidt als erste Frau als Stellvertreterin des Kirchenpräsidenten der EKHN-Synode. Sie unterlag zwar, wurde jedoch im gleichen Jahr zur stellvertretenden Präses der Synode gewählt.[43]
- 1987 wurde Helga Trösken erste Pröpstin in der Evangelischen Kirche in Deutschland und war damit die erste Frau in einem bischöflichen Amt in der Evangelischen Kirche in Deutschland.[44]
- Im Jahr 1987 kam es zur Errichtung der Stelle der Friedenspfarrerin. Erste Friedenspfarrerin der EKHN war Cordelia Kopsch. 2006 wurde sie zur ersten stellvertretenden Kirchenpräsidentin gewählt.[45]
- 1990 wurde Esther Gebhardt durch die Wahl in der Regionalversammlung die erste Vorstandsvorsitzende des Evangelischen Regionalverbandes Frankfurt am Main.[46]
- Seit 2002 werden in der EKHN gleichgeschlechtliche Paare gesegnet. Die EKHN ist 2013 die erste Landeskirche in Deutschland, die die Segnung mit der Trauung gleichgeschlechtlicher Paare gleichstellt.[47][48]
- Über die kirchliche Presse machte die evangelische Frauenbewegung ihre Aktivitäten bekannt und sorgte für Aufmerksamkeit. Eine wichtige Rolle spielte dabei Antje Schrupp, die 1985 als erste Frau Volontärin beim Evangelischen Presseverband wurde und dort sowie später beim Kirchenfunk des Hessischen Rundfunks regelmäßig über feministische Aktivitäten im Bereich der EKHN berichtete.[49]

## Aktionen und Initiativen
Im Jahr 1977/1978 initiierte die Frankfurterin Ursula Trautwein die Protestaktion Kauft keine Früchte der Apartheid. Mitinitiatorinnen waren Ursula Merck, Elisabeth Hanusch, Jutta Jürges-Helm, Christa Springe und viele andere.
1985 gründeten Ute Knie, Andrea Braunberger-Myers und Irene Dannemann u. a. das Netzwerk Frauen in der EKHN.
In halbjährlichen Treffen wurden bis 1996 durch die Initiativgruppen wie z. B. das Crealischen kirchenpolitische und frauenpolitische Aktionen wie die Kandidatur von Eva Renate Schmidt als Stellvertreterin des Kirchenpräsidenten bzw. als stellvertretende Präses und die Kandidatur von Frauen in Leitungsämtern im Rahmen der Ökumenischen Dekade Kirchen mit den Frauen beschlossen.

### Die Initiativgruppe Frauen-Frieden
Eine besonders aktive und erfolgreiche Gruppe war die Initiativgruppe Frauen-Frieden. Im Jahr 1983 organisierte die erste Frauenwerkstatt Feministische Theologie in Gelnhausen einen Widerstandstag der Frauen in der Kirchenverwaltung in Darmstadt. Rund 40 Frauen kamen zu einer Aktion mit ihren Kindern und überreichten einen Protestbrief an die Kirchenleitung. Darin forderten sie, die Kirchenleitung möge Stellung gegen die Stationierung zusätzlicher Mittelstreckenraketen nehmen. Dies führte im Dezember 1983 zur Gründung der überregionalen Initiativgruppe Frauen-Frieden. Sie orientierte sich an den Protagonistinnen und Vorgängerinnen der Friedensbewegung und den internationalen Frauenfriedensmärschen mit der Bewegung der Friedensfrauen aus Baden Unterwegs für das Leben.
Die Gruppe Frauen-Frieden traf sich zwanzig Jahre lang bis zum Jahr 2003 regelmäßig einmal im Monat. Diese Initiative in der EKHN verfolgte kirchenpolitische Ziele. Die Gruppe forderte von der Kirchenleitung eine Friedenspfarrstelle in der EKHN, die Einrichtung eines Frauenreferats und Mitarbeit in einem Beirat, die Erhöhung des Frauenanteils in haupt- und ehrenamtlichen Leitungsfunktionen und gezielte Förderung und Unterstützung der Ehrenamtlichen.
Weitere Aktionen gab es 1988/1989 im Rahmen des Konziliaren Prozesses für Frieden, Gerechtigkeit, Bewahrung der Schöpfung des Ökumenischen Rates der Kirchen (ÖRK) und der Arbeitsgemeinschaft Christlicher Kirchen (ACK). Zu Beginn gehörten zur Initiativgruppe Ute Knie, Irmingard Eitel, Ursula Hauptmann, Renate Heesemann, Madeleine Gengenbach, Marlene von Oettingen, Marliese Platzöder, Marianne von Schwichow u. a.
Alle Forderungen wurden in Zusammenarbeit mit den Werkstätten Feministische Theologie und dem Netzwerk Frauen in der EKHN nach und nach erfüllt. 1986 kam es zur ersten Frauenanhörung in Darmstadt. sowie von der Initiativgruppe Frauen-Frieden und vielen anderen gefordert. 450 Frauen und 50 Männer waren anwesend. Die Kirchenleitung hörte, was Frauen forderten und wie sie sich eine frauenfreundliche und frauengerechte Kirche vorstellten. Die Forderungen waren erneut:
- Einrichtung einer Friedenspfarrstelle und die Besetzung durch eine Frau
- Angemessene Vertretung haupt- und ehrenamtlicher Frauen in kirchlichen Leitungsgremien
- Einrichtung eines Frauenreferats
- Einführung der Frauenquote
- Wertschätzung des Ehrenamts und bessere Bedingungen für Ehrenamtliche

Die Forderungen der Gruppe wurden offiziell der Kirchenleitung vorgetragen. 1987 berief die Kirchenleitung der EKHN einen Beirat zur Förderung der Gemeinschaft von Frauen und Männern in der Kirche. Im Beirat arbeiteten u. a. aus der Gruppe Frauen-Frieden Renate Heesemann und Madeleine Gengenbach, zur Vorbereitung eines Gleichstellungsgesetzes Marianne von Schwichow.
1996 wurde die Aktion Protestwelle für die Frauenarbeitsstelle durchgeführt.

## Besondere institutionelle Verankerungen durch Impulse aus der Frauenbewegung
- 1987 wurde eine Pfarrstelle/Planstelle für Friedensarbeit errichtet, die im heutigen Zentrum Ökumene angesiedelt ist. Erste Friedenspfarrerin war Cordelia Kopsch.[58]

- 1997 öffnete das EVAngelische Frauenbegegnungszentrum Frankfurt am Main mitten im Zentrum der Stadt. Das Frauenpfarramt (gegründet 1950) und der Arbeitskreis Frau im Beruf (gegründet 1968) gingen zusammen. Die erste Leiterin war Helga Engler-Heidle. Sie hatte mit Christa Bralant von Frau im Beruf und weiteren haupt- und ehrenamtlichen Frauen aus der Frauenarbeit in Frankfurt am Main das Projekt mit Unterstützung des Evangelischen Regionalverbandes vorangetrieben. Evangelische Frauen profilierten sich im öffentlichen Raum und wurden sichtbar und hörbar an zentraler Stelle. Hier begegnen sich bis heute Frauen mit verschiedenen Lebensformen und unterschiedlichem religiösem Hintergrund. Feministische und feministisch-theologische Positionen werden diskutiert. Aktuelle politische Themen und Aktionen, aber auch kreative und Freizeitangebote haben Raum im EVA. Spiritueller Mittelpunkt ist der monatlich stattfindende ökumenische Frauengottesdienst in der Alten Nikolaikirche auf dem Römerberg.[59]

- 2001 bis 2006 erhielt die Theologin Hanne Köhler eine Stelle für das bundesweit aufsehenerregende Projekt Bibel in gerechter Sprache. Die EKHN finanzierte die Projektstelle, dazu kamen selbstorganisierte Fördergelder. Die Bibel in gerechter Sprache wurde 2006 veröffentlicht.

- Im Januar 2005 schlossen sich die Evangelische Frauenhilfe in Hessen und Nassau e. V. und die Evangelische Frauenarbeit in Hessen und Nassau zu dem gemeinsamen Verband Evangelische Frauen in Hessen und Nassau e. V. zusammen. In die neue Satzung wurde die Vermittlung und Weiterentwicklung Feministischer Theologie als unverzichtbare Aufgabe des Verbandes aufgenommen.[60] Vorausgegangen war 2001 die Einrichtung einer Projektstelle zur Unterstützung und Aufbauarbeit für einen Gesamtverband Frauen durch die EKHN, initiiert von der Evangelischen Frauenarbeit in Hessen und Nassau. Beauftragt war Engler-Heidle, mit den unterschiedlichen Fraueninstitutionen und Verbänden die Neustrukturierung der Frauenlandschaft in der Arbeitsgemeinschaft Frauen in der EKHN voranzutreiben.[61]

### Die Arbeitsstelle Frauen in der Kirche
1989 beschloss die EKHN-Synode mit einer guten personellen Ausstattung vier Stellen (eine Theologin, eine Sozialwissenschaftlerin, eine Juristin, eine Sachbearbeiterin) für eine Arbeitsstelle Frauen in der Kirche. Begleitet von einem ehrenamtlichen Beirat, nahm die Arbeitsstelle Frauen in der Kirche ihre Arbeit 1991 auf. Mitarbeiterinnen waren Ulrike Hofmann, Charlotte Mania, Katrin Ader, Christel Ledig, Maren Cirkel, Christiane Wessels, Ingrid Schäfer u. a.
Die Arbeitsstelle veranstaltete 1995 eine zweite Frauenanhörung. Die Themen der beiden Frauenanhörungen wurden in den folgenden Jahren aufgegriffen und bearbeitet. Das Allgemeine Gleichbehandlungsgesetz war das wichtigste Projekt, daneben verschiedene Hearings zur Situation der Ehrenamtlichen, die Dekade Solidarität der Kirche mit den Frauen und ihre Anliegen sowie das Thema Gewalt gegen Frauen und die christliche Tradition. Ein Mentoring-Projekt wurde durchgeführt und eine Handreichung zur Feministischen Theologie herausgegeben. Die Forderungen aus der Frauenanhörung zum Thema Ehrenamt und dem Forum Lust auf Ehrenamt 1994 wurden durch die Arbeitsstelle Frauen aufgenommen und führten 2006 zur Gründung der Ehrenamtsakademie der EKHN, eine der ersten Ehrenamtsakademien in der Evangelischen Kirche in Deutschland. Sehr viel Engagement der Mitarbeiterinnen war nötig, um in die Gremien den geschlechtsspezifischen Blick einzubringen.
2004 wurde die Arbeitsstelle aufgelöst. Die Gleichstellungsarbeit wurde im Stabsbereich Chancengleichheit verortet. Durch die Neustrukturierung der Frauenarbeit wurden ab 2005 einige Themen bei den Evangelischen Frauen in Hessen und Nassau e. V., dem heutigen Stabsbereich Chancengleichheit der EKHN und im Zentrum Bildung der EKHN angesiedelt.
Im Januar 2005 schlossen sich die Evangelische Frauenhilfe in Hessen und Nassau e. V. und die Evangelische Frauenarbeit in Hessen und Nassau zu dem gemeinsamen Verband Evangelische Frauen in Hessen und Nassau e. V. zusammen. In die neue Satzung wurde die Vermittlung und Weiterentwicklung Feministischer Theologie als unverzichtbare Aufgabe des Verbandes aufgenommen.

## Gesetze und Verordnungen
Seit dem 1. Januar 1969 ist der Zölibat für Frauen im pfarramtlichen Dienst in der EKHN aufgehoben. Ende 1970 verabschiedete die Synode der EKHN das Kirchengesetz zur Angleichung des Rechtes der Frauen im pfarramtlichen Dienst an das Recht der Pfarrer in der EKHN. Das Gesetz trat am 1. Januar 1971 in Kraft. Die EKHN war damit die erste Landeskirche in der EKD, in der Frauen und Männer im Pfarramt gleichgestellt wurden. Nach intensiven Diskussionen wurden in der Synode der EKHN verschiedene Schritte eingeleitet, um die völlige Gleichstellung von Frauen und Männern zu erreichen. So beschloss die Synode 1997 als erste Gliedkirche der EKD das Kirchengesetz zur Gleichstellung von Frauen und Männern, das 2005 revidiert wurde. Schließlich konnte 2012 das Kirchengesetz zur Förderung der Chancengleichheit von Männern und Frauen (ChGlG) verabschiedet werden. Um die Chancengleichheit auch in den Gremien der Kirche durchzusetzen, wurde 2016 eine Rechtsverordnung für eine geschlechtergerechte Gremienbesetzung in der EKHN erlassen. Bereits 2002 hatten die Synodalen aufgrund der Anregungen und Forderungen aus den Reihen engagierter Frauen und Männer die Kirchenordnung in gerechter Sprache neu verfasst. Eine sehr wichtige Forderung der Frauenbewegung in der EKHN war die Stärkung des Ehrenamts. Nach mehreren Hearings und vielen Verhandlungen in der Synode wurde 2003 das Ehrenamtsgesetz verabschiedet. Die Ehrenamtsakademie wurde 2006 eingerichtet. Die erste Leiterin Engler-Heidle entwickelte eine Struktur mit 18 regionalen Standorten.